# Leptogaster madagascariensis
Leptogaster madagascariensis là một loài ruồi trong họ Asilidae. Leptogaster madagascariensis được Frey miêu tả năm 1937. Loài này phân bố ở vùng nhiệt đới châu Phi.